# Can Torrents de Ferran
Can Torrents de Ferran és un edifici del municipi d'Olèrdola (Alt Penedès) protegit com a bé cultural d'interès local.

## Descripció
La masia de Can Torrents de Ferran està situada al barri de Can Ferran, proper a Sant Pere Molanta. És de planta basilical. L'estructura de la façana és simètrica, i presenta portal d'accés d'arc de mig punt adovellat balcons al primer pis i tres finestres d'arc de mig punt a les golfes. El conjunt es completa amb altres dependències agrícoles, a més d'un jardí i un baluard. La casa es va construir amb carreus de pedra tallada, gran i regulars.

## Història
Segons Català Roca, la casa va ser edificada el segle xix. Probablement els carreus procedeixen de l'antiga torre medieval del castell de Ferran, situada a prop.